# Archignat
Archignat é uma comuna francesa na região administrativa de Auvérnia-Ródano-Alpes, no departamento Allier.